# IPhone OS 5
iOS 5 és la cinquena versió principal del sistema operatiu mòbil iOS desenvolupat per Apple Inc., sent el successor d'iOS 4. Es va anunciar a la Conferència Mundial de Desenvolupadors de la companyia el 6 de juny de 2011 i es va llançar el 12 d'octubre de 2011. Va ser succeït per iOS 6 el 19 de setembre de 2012.
iOS 5 va renovar les notificacions, afegint banners temporals que apareixen a la part superior de la pantalla i introduint el Centre de notificacions, una ubicació central per a totes les notificacions recents. iOS 5 també va afegir iCloud, el servei d'emmagatzematge al núvol d'Apple per a la sincronització de contingut i dades entre dispositius habilitats per iCloud, i iMessage, el servei de missatgeria instantània d'Apple. Per primera vegada, les actualitzacions de programari es podrien instal·lar sense fil, sense necessitat d'un ordinador i iTunes. iOS 5 també va incloure una integració profunda amb Twitter, va introduir gestos multitasca als iPads i va afegir una drecera de càmera de fàcil accés des de la pantalla de bloqueig.
iOS 5 va ser objecte de crítiques per als usuaris de l'iPhone 4s, ja que el llançament inicial va tenir poca durada de la bateria, fallades de les targetes SIM i ecos durant les trucades telefòniques. Aquests problemes es van solucionar en versions posteriors.
iOS 5 és l'última versió d'iOS que admet l'iPod Touch de tercera generació i l'iPad de primera generació.

## Història
iOS 5 es va presentar a l'Apple Worldwide Developers Conference el 6 de juny de 2011, amb una versió beta disponible per als desenvolupadors més tard aquell dia.
iOS 5 es va llançar oficialment el 12 d'octubre de 2011.

## Característiques del sistema

### Notificacions
En versions anteriors d'iOS, les notificacions apareixien a la pantalla com a quadres de diàleg, interrompent l'activitat actual. A iOS 5, les notificacions es renoven i es mostren com un bàner temporal a la part superior de la pantalla. També es pot accedir a les notificacions recents fent clic a un "Centre de notificacions" des de la part superior de la pantalla. Els usuaris que prefereixen l'antic sistema de notificacions poden mantenir-lo escollint l'opció adequada al menú Configuració.

### iCloud
iOS 5 presenta iCloud, el servei d'emmagatzematge al núvol d'Apple. El nou servei permet als usuaris sincronitzar la seva música, fotos, vídeos i dades d'aplicacions a tots els seus dispositius habilitats per iCloud de manera gratuïta.

### Actualitzacions sense fil
iOS 5 permet actualitzacions del sistema sense fil als dispositius compatibles, és a dir, no cal un ordinador ni iTunes per actualitzar els dispositius. Tant l'activació de nous dispositius com les actualitzacions es poden fer sense fil.

### Multitasca
Els gestos multitasca debuten a l'iPad amb el llançament d'iOS 5. La multitasca permet als usuaris saltar entre aplicacions sense fer doble clic al botó d'inici o anar primer a la pantalla d'inici. Els gestos multitasca només estaven disponibles a l'iPad 2.

### Siri
Siri, l'assistent de veu d'Apple, només és compatible amb l'iPhone 4s. Més tard es va estendre a altres dispositius (com l'iPhone 5) a iOS 6 i es va ampliar encara més amb cada nou llançament de programari important.